# Clickair
Clickair – hiszpańskie tanie linie lotnicze z siedzibą w Barcelonie. Obsługuje połączenia do 40 miejsc w Europie. Głównym węzłem jest port lotniczy Barcelona.
W 2009 linie Clickair i Vueling dokonały fuzji. Nowe linie używać będą nazwy i logo Vueling. Grupa Iberia ma 45.85% udziałów w nowym Vueling.